# Храбровское сельское поселение
Храбро́вское се́льское поселе́ние  — упразднённое в 2014 году муниципальное образование в составе Гурьевского района Калининградской области. Административный центр — посёлок Храброво.

## География
Площадь поселения 23598 га, из них сельскохозяйственные угодья составляют 2028 га. Население — 7789 человек. На территории поселения имеются запасы нефти (посёлок Лиски), песка (Некрасово, Заливное, Зеленополье).

## История
30 июня 2008 года в соответствии с законом Калининградской области № 254 образовано Храбровское сельское поселение, в которое вошли территории Храбровского и Маршальского сельских округов.
Законом Калининградской области от 29 мая 2013 года № 229, 1 января 2014 года все муниципальные образования Гурьевского муниципального района — Гурьевское городское поселение, Большеисаковское, Добринское, Кутузовское, Луговское, Низовское, Новомосковское и Храбровское сельские поселения — были преобразованы в Гурьевский городской округ.

## Население
| 2002 | 2010  | 2012  | 2013  |
| ---- | ----- | ----- | ----- |
| 4317 | ↗7378 | ↘7369 | ↘7292 |

## Состав сельского поселения
В состав сельского поселения входят 38 населённых пунктов
- Березовка (посёлок) — 54[6]
- Василевское (посёлок) — 63[6]
- Гаево (посёлок) — 57[6]
- Георгиевское (посёлок) — 69[6]
- Горловка (посёлок) — 45[6]
- Горохово (посёлок) — 3[6]
- Ельники (посёлок) — 29[6]
- Жемчужное (посёлок) — 40[6]
- Зайцево (посёлок) — 20[6]
- Заливное (посёлок) — 323[6]
- Зеленополье (посёлок) — 1[6]
- Ильичёво (посёлок) — 18[6]
- Каширское (посёлок) — 172[6]
- Краснополье (посёлок) — 18[6]
- Лазовское (посёлок) — 269[6]
- Лиски (посёлок) — 18[6]
- Малиновка (посёлок) — 129[6]
- Маршальское (посёлок) — 686[6]
- Матросово (посёлок) — 484[6]
- Моршанское (посёлок) — 177[6]
- Наумовка (посёлок) — 85[6]
- Некрасово (посёлок) — 488[6]
- Овражное (посёлок) — 36[6]
- Опушки (посёлок) — 3[6]
- Отрадное (посёлок) — 180[6]
- Пирогово (посёлок) — 69[6]
- Правдино (посёлок) — 80[6]
- Придорожное (посёлок) — 51[6]
- Пушкинское (посёлок) — 11[6]
- Рожково (посёлок) — 222[6]
- Рябиновка (посёлок) — 574[6]
- Сосновка (посёлок) — 527[6]
- Старорусское (посёлок) — 29[6]
- Степное (посёлок) — 10[6]
- Узловое (посёлок) — 81[6]
- Храброво (посёлок, административный центр) — 2143[6]
- Чайкино (посёлок) — 53[6]
- Шатрово (посёлок) — 61[6]

## Транспорт
По территории поселения проходят автотрассы Калининград — Зеленоградск, Калининград — Каширское, Калининград — Храброво, Калининград — Заливное, Калининград — Некрасово. На территории поселения размещен международный аэропорт «Храброво».

## Достопримечательности
- Кирха в посёлке Жемчужное
- Кирха в Заливном
- Кирха Святой Барбары (1324) в Храброво
- Замок Шаакен (XIII век) в Некрасово
- Братская могила советских воинов (1945) в Храброво и Ельниках.